# بليس ن. ديفيس
بليس ن. ديفيس هو محامي وسياسي أمريكي، ولد في 8 ديسمبر 1801 في فيرغينيس في الولايات المتحدة، وتوفي في 11 فبراير 1885. نشط حزبياً في الحزب الجمهوري. وقد انتخب عضو مجلس ولاية فيرمونت ‏ وانتخب عضو مجلس نواب فيرمونت ‏.